# Arvaikheer
Arvaikheer (en mongol: Арвайхээр) es una localidad de Mongolia, capital del aymag (provincia) de Övörhangay. Según el censo de 2020, tiene una población de 32,891 habitantes.
La distancia a Ulán Bator es de 430 km. Está ubicada casi exactamente en el medio del país, a 1817 metros sobre el nivel del mar, en plena estepa.
Al contrario de la mayoría de las demás ciudades en Mongolia, muchos habitantes de Arvaikheer no viven en yurtas, sino en casas de madera o de piedra.

## Comunicaciones
Su aeropuerto la vincula con Altái y Ulán Bator. La pista tiene una longitud de 1 500 metros. El estado de la carretera asfaltada entre Arvaikheer y la capital Ulán Bator es bueno. Cada día hay autobuses entre ambas ciudades.

## Atracciones turísticas
- Durante la época de la República Popular de Mongolia, Arvaikheer era la sede de una comandancia de las fuerzas armadas de la Unión Soviética hasta 1990 y la presencia de las tropas determinaba en un alto grado la vida cotidiana en la ciudad.[2] Después de la caída del comunismo, sin embargo, los edificios militares fueron derribados. Algunos edificios públicos han sido reconstruidos o renovados, como, por ejemplo, la Cámara Municipal y el Teatro Municipal, que son dos monumentos arquitectónicos en la Plaza Mayor.
- El Palacio de Deportes es un edificio notable en el este de la ciudad. En frente fue plantado un nuevo parque público con pabellones y con un gran césped así como un parque de atracciones. Actualmente, la municipalidad está plantando otro nuevo parque público en el centro de la ciudad. Plantar un parque es difícil en la región de Arvaikheer, ya que el clima es seco, con precipitaciones medias de 254,2 mm por año.[3]
- Arvaikheer no cuenta casi con reliquias arquitectónicas de la época de la República Popular de Mongolia. En el paseo de árboles de la larga Calle Mayor, sin embargo, se pueden visitar dos monumentos que fueron erigidos antes de la caída del comunismo. Aquí el rojo Monumento de los Héroes se refiere a los caídos de la Segunda Guerra Mundial. Entonces voluntarios de guerra de Mongolia lucharon en las fuerzas armadas de la Unión Soviética.
- Gandan Muntsaglan Khiid es un monasterio budista relativamente grande en el norte de la Plaza Mayor. Fue destruido en 1937 por orden del entonces presidente del partido comunista, Horloogiyn Choybalsan, y reconstruido en 1991. Actualmente, alrededor de 60 monjes viven en el monasterio.[4]
- Otra atracción turística es el Museo del Aymag, con muchos objetos arqueológicos de Karakórum.[5]
- Otro museo en el centro de la ciudad muestra obras de arte del escultor Zanabazar, uno de los artistas más importantes de Mongolia.

## Infraestructura
La ciudad es sede de algunas autoridades locales así como de varios escuelas, colegios e institutos. Cuenta además con algunos hoteles y restaurantes e igualmente con muchos negocios en las calles comerciales del centro.

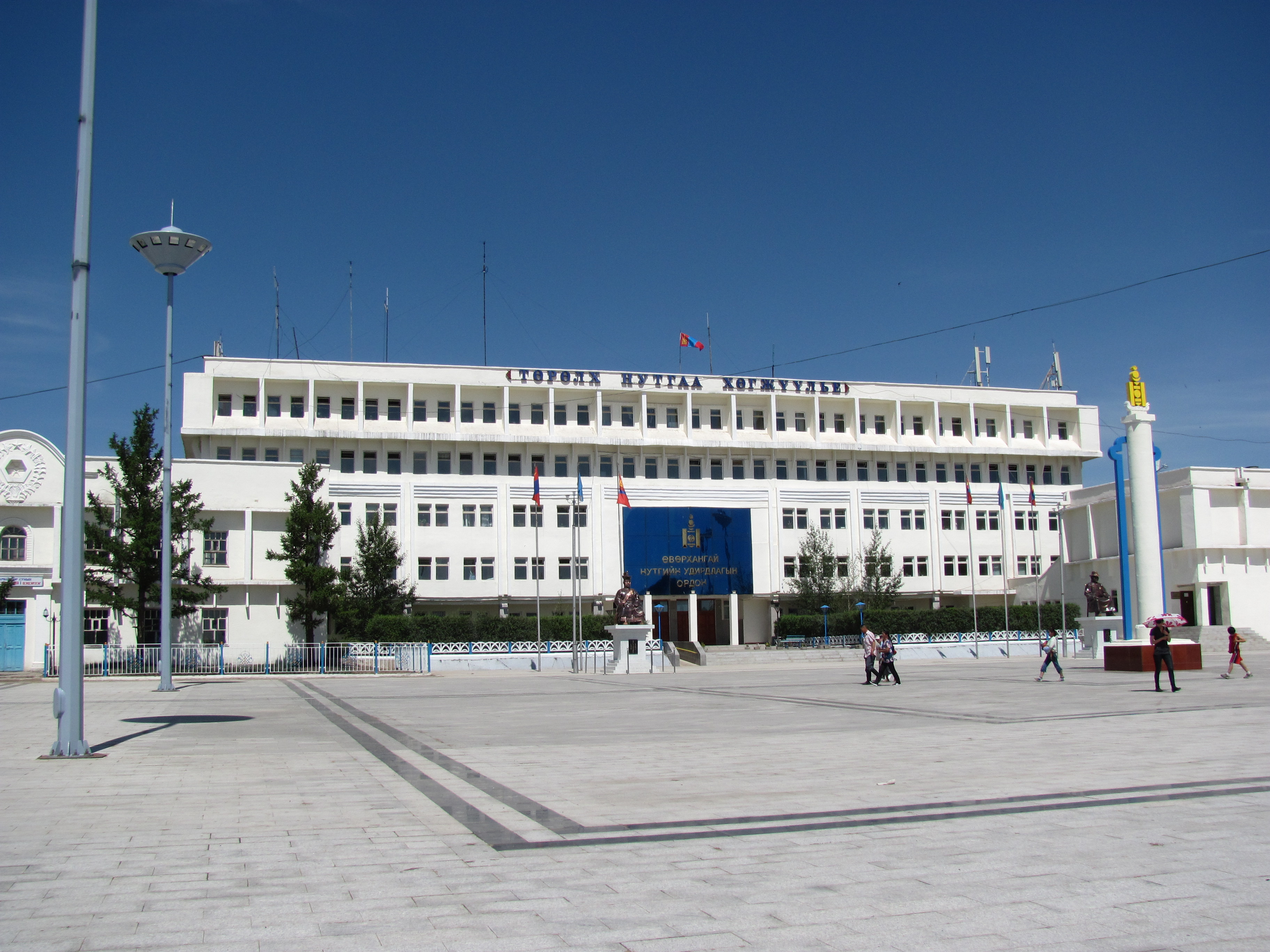
Cámara Municipal en la Plaza Mayor
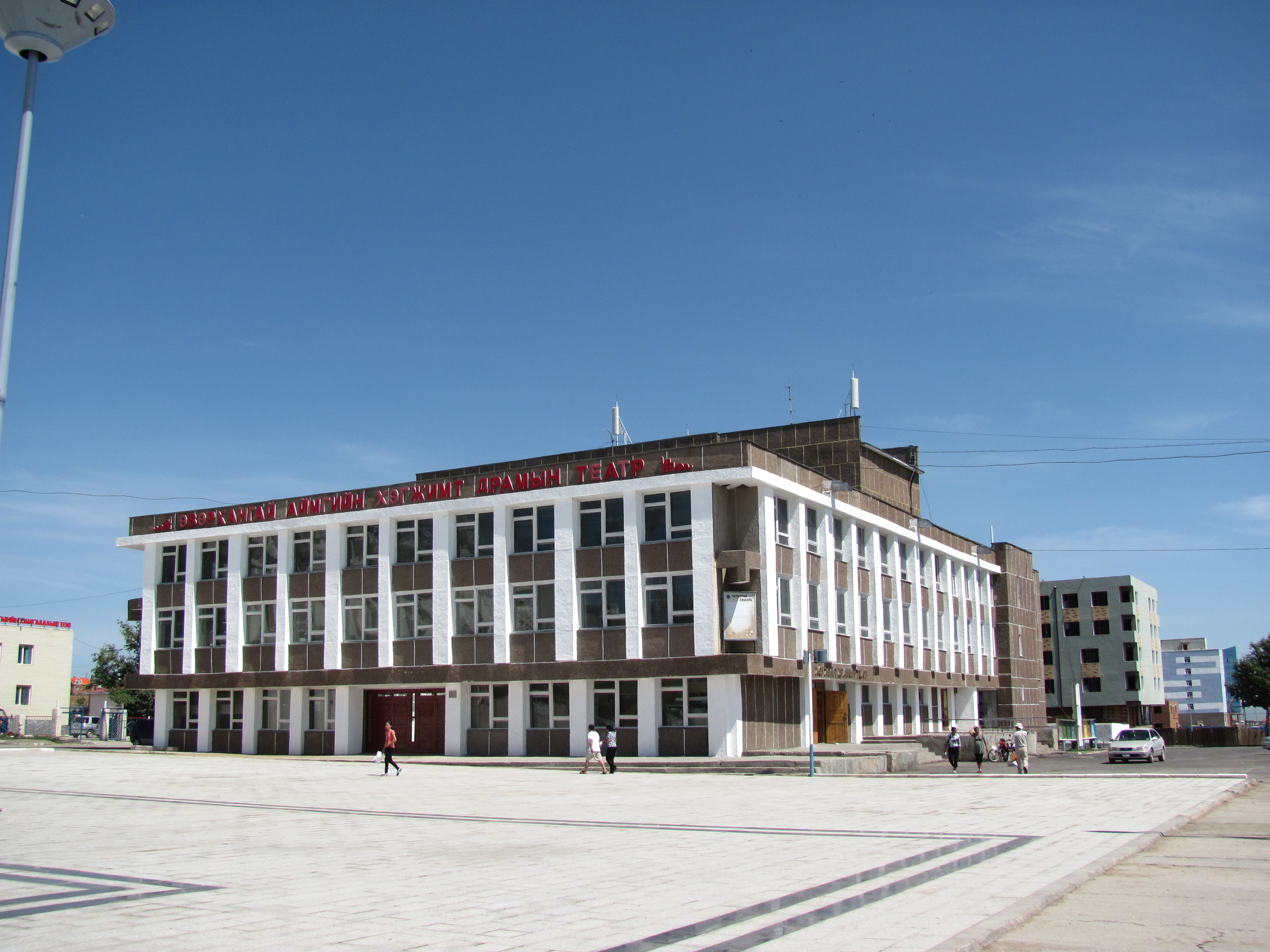
Teatro Municipal
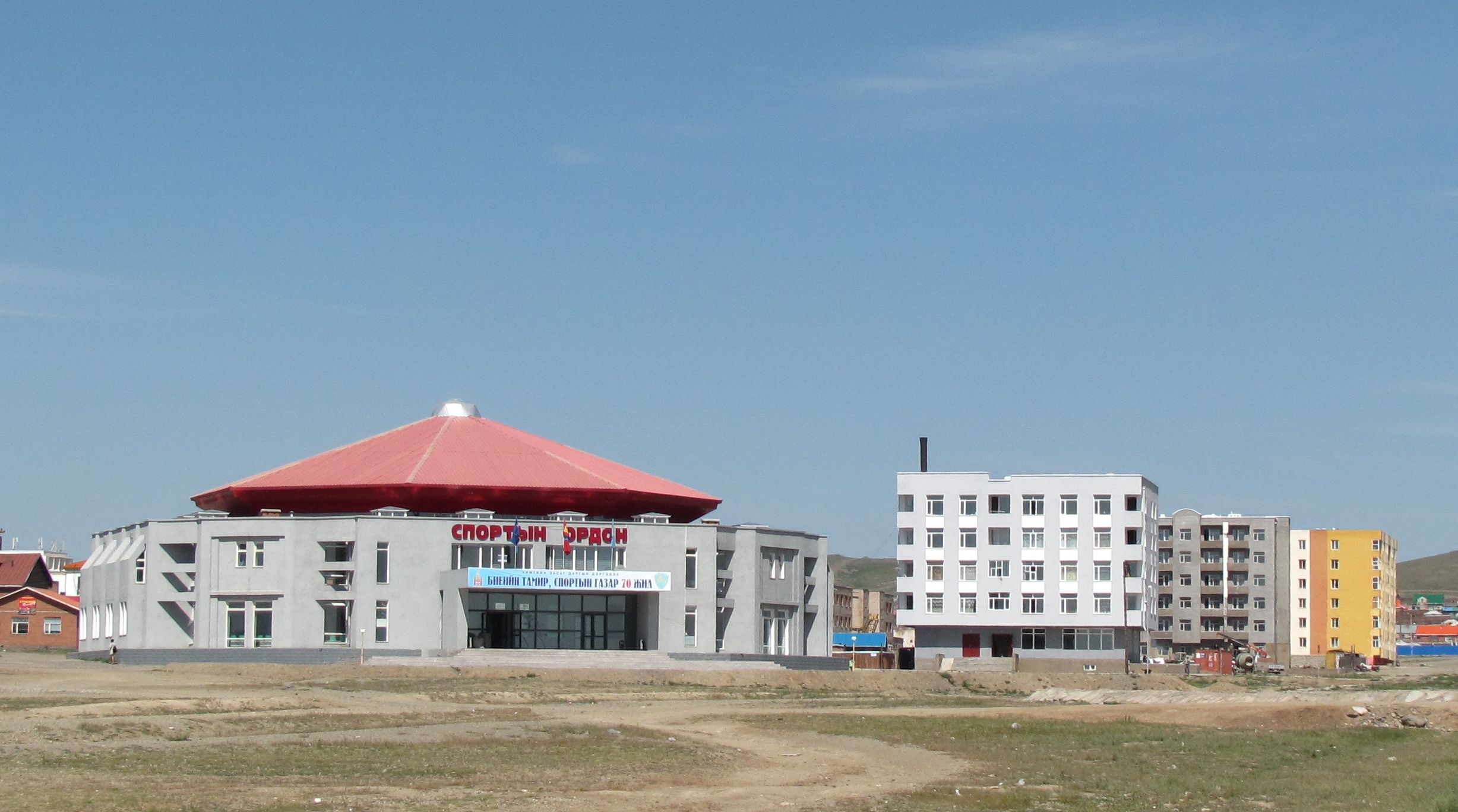
Palacio de Deportes
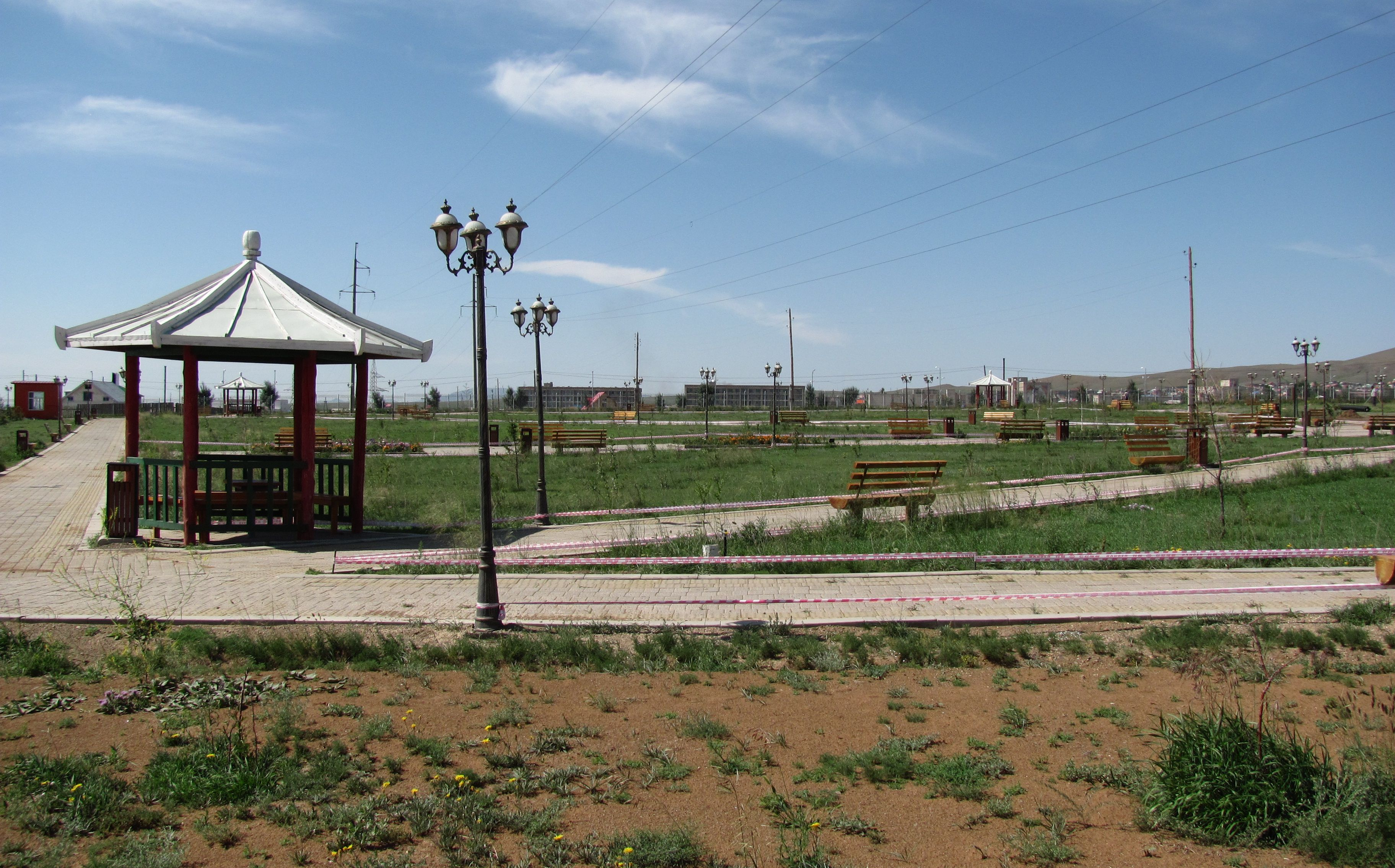
Parque público
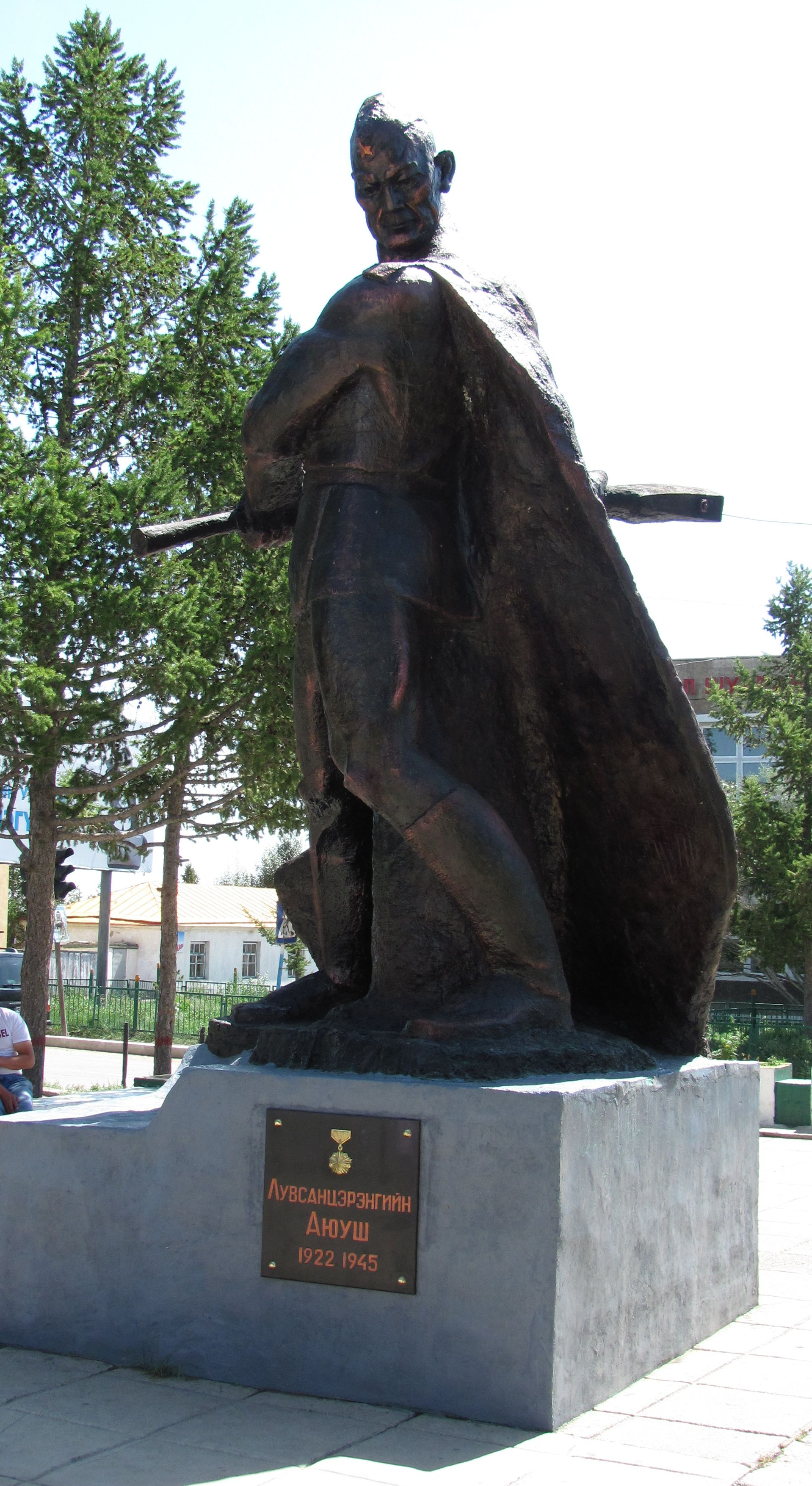
Monumento
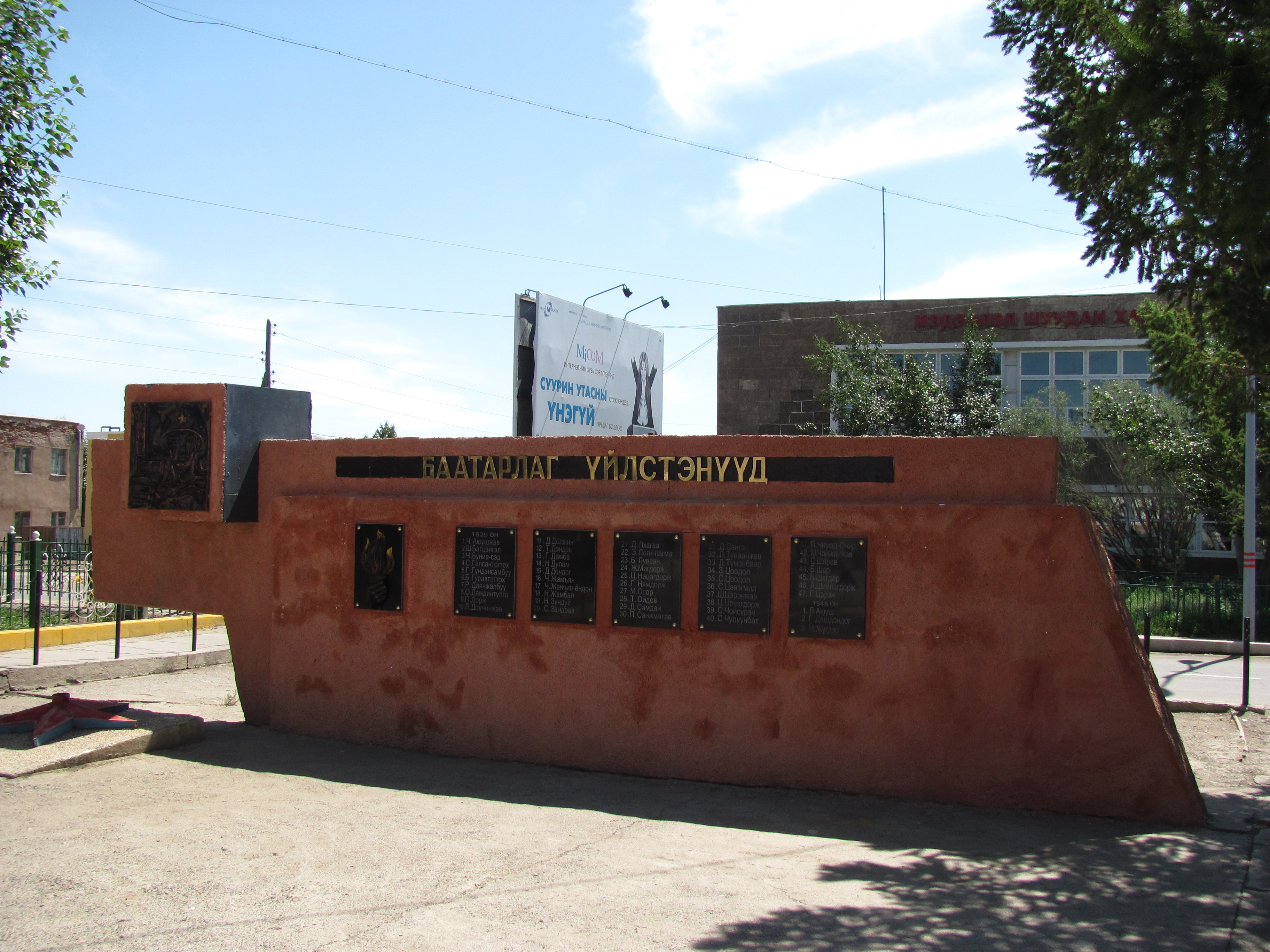
Monumento de los Héroes
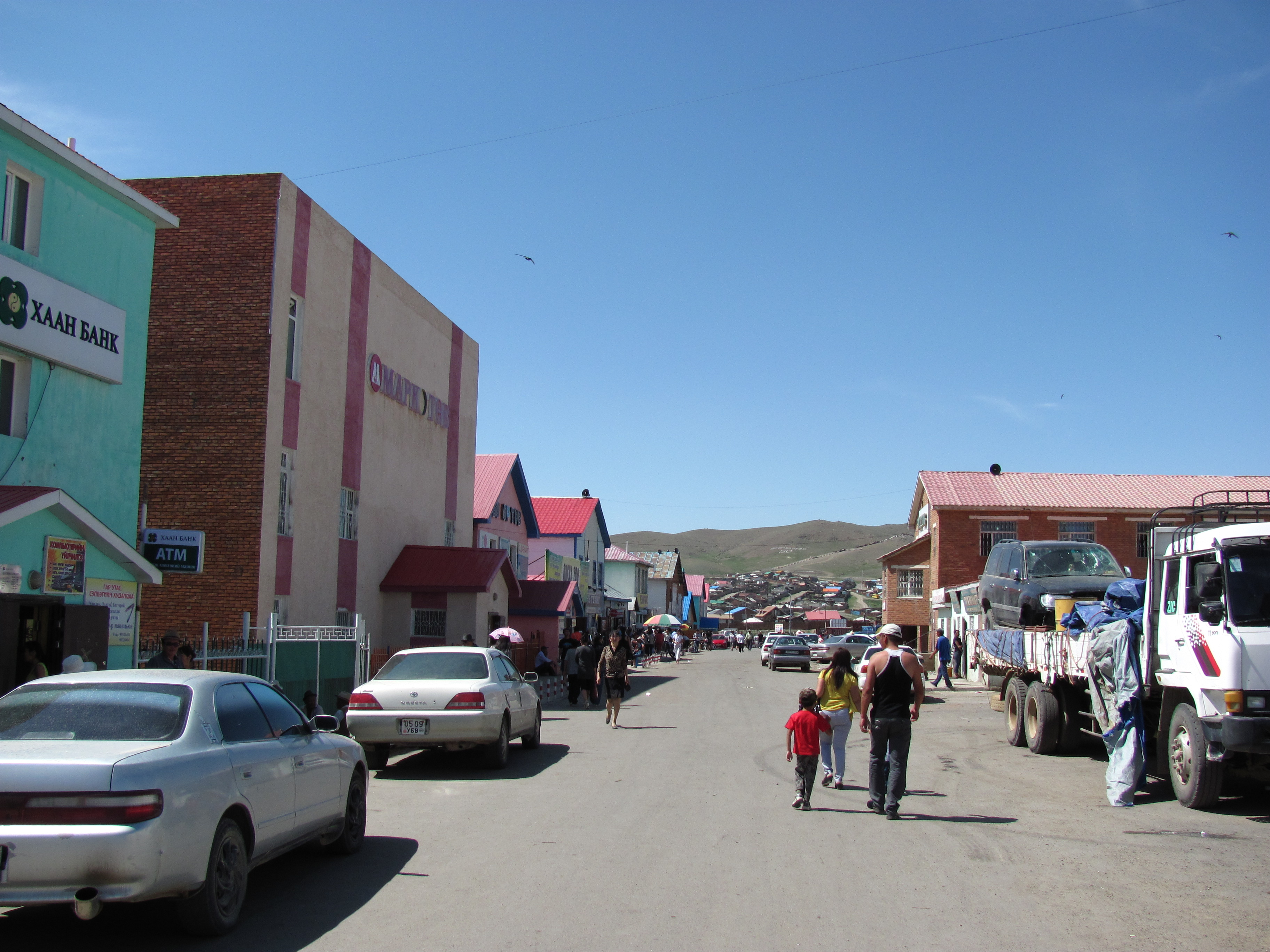
Calle comercial en el centro
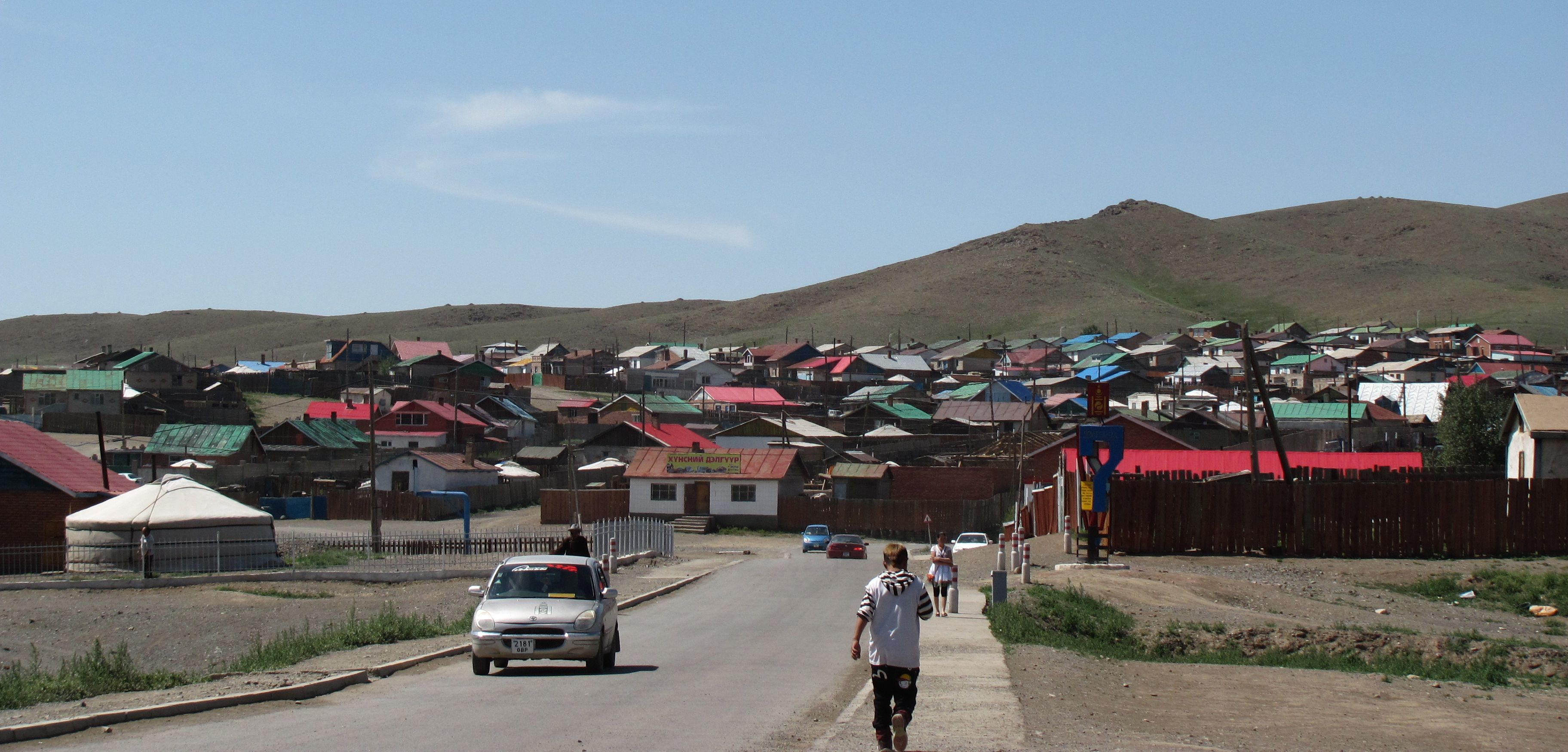
Barrio residencial típico

## Enlaces
- Wikimedia Commons alberga una categoría multimedia sobre Arvaikheer.